# تیم ملی والیبال زنان قزاقستان

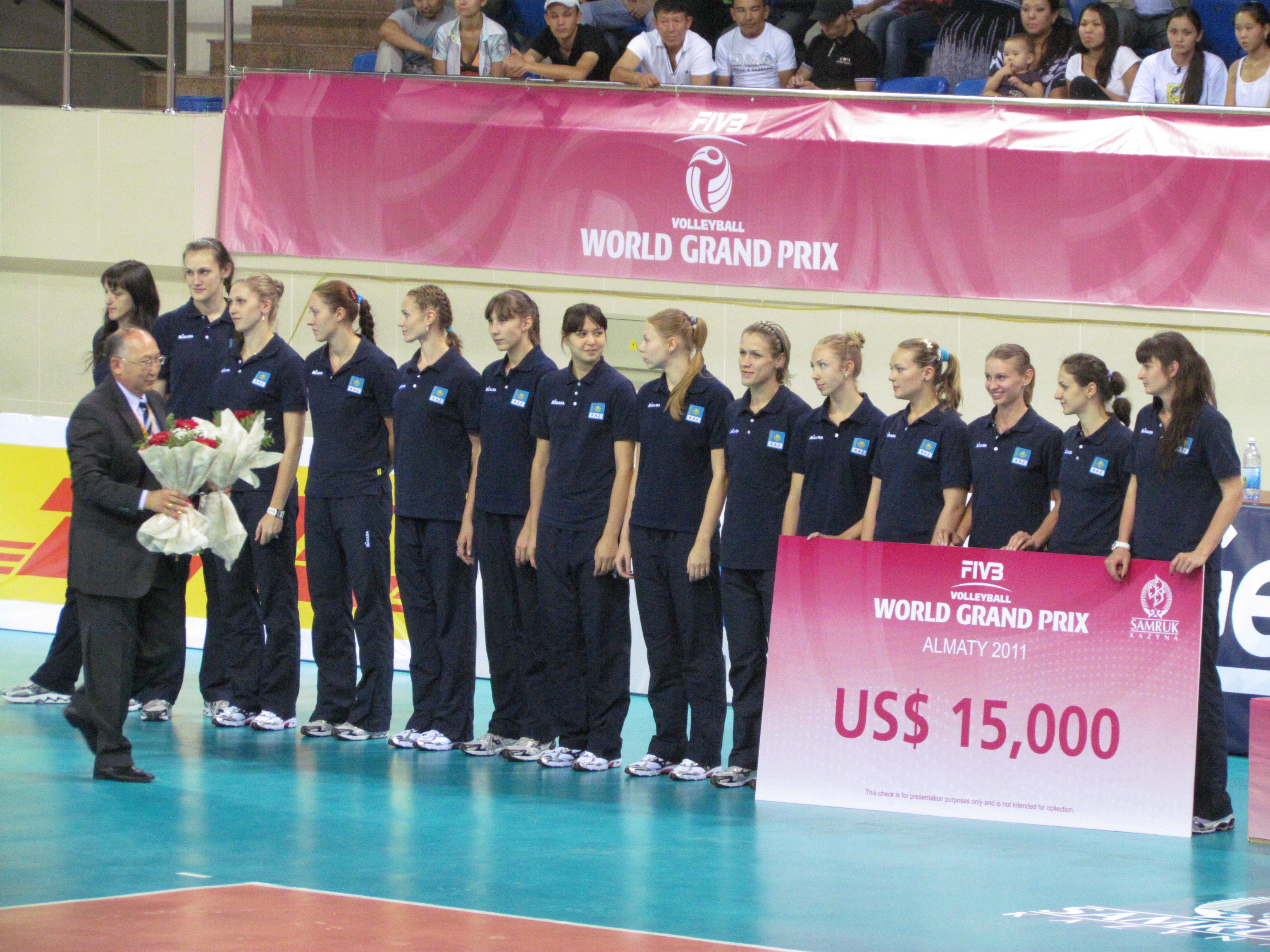
تیم ملی والیبال زنان قزاقستان

تیم ملی والیبال زنان قزاقستان تیم ملی والیبال زنان کشور قزاقستان است.

## نتایج

### بازی‌های المپیک تابستانی
- ۱۹۶۴ تا ۲۰۰۴ — شرکت نکرد
- ۲۰۰۸ — جایگاه ۹ام